# Njurtalg
Njurtalg är fett som ligger runt njurarna. Njurtalg från nötkreatur används bland annat i brittisk matlagning, till exempel i den traditionella julpuddingen (Christmas pudding) och i pajdeg.